# Радомски, Павел
Павел Радомски (пол. Paweł Radomski; род. Польша) — польский дипломат. Посол Польши в Азербайджане (с 2025).

## Биография
В 1992 году окончил Ягеллонский университет. В 1995 году окончил Национальную школу государственного управления Польши.
С 1995 года работал в МИД Польши. 
С 1998 по 2002 год работал в постоянном представительстве Польши при ООН (Нью-Йорк).
С 2005 по 2010 год работал в посольстве Польши в США.
С 2010 по 2014 год являлся заместителем директора департамента по вопросам ООН и прав человека МИД Польши.
С 2014 по 2020 год — заместитель главы постоянного представительства Польши при ООН (Нью Йорк).
С июля 2022 года являлся специальным посланником министра иностранных дел Польши по вопросам свободы совести.
В 2024 году являлся директором департамента по вопросам ООН и прав человека МИД Польши.
Являлся директором департамента МИД Польши по глобальным вопросам.
Посол Польши в Азербайджане (с 29 апреля 2025). Верительные грамоты вручены 27 июня 2025.